# Francis Reynolds Shanley
Francis Reynolds Shanley (Tidioute, 1902 – 12 ottobre 1968) è stato un ingegnere statunitense.
Ottenne la laurea in ingegneria meccanica al Pennsylvania State College nel 1927. Finiti gli studi lavorò per un anno in una compagnia per la realizzazione di macchine refrigeratrici. Nel 1928 iniziò a lavorare a New York per la Consolidated Aircraft Corporation.
Fu professore di ingegneria all'Università della California, a Los Angeles.
Sviluppò la prima regolamentazione di aeronavigabilità statunitense (U.S. Airworthiness Regulations), inserendosi nella Civil Aeronautics Authority.
Nel 1937 iniziò la sua attività presso la ditta di costruzioni aeronautiche Convair, a San Diego. Nel 1938 diventò direttore del Curtiss-Wright Technical Institute a Glendale. Successivamente lavorò anche per la Lockheed Aircraft Corporation a Burbank.
Nel 1946 mise a punto una teoria dell'instabilità a carico di punta nel campo inelastico, grazie alla quale ottenne il Moiseiff Award dalla American Society of Civil Engineers.
Nel 1952 concentrò i propri studi sulle applicazioni in ambito strutturale dei materiali ceramici precompressi.
Tra le innovazioni apportate da Francis Reynolds Shanley si ricorda il concetto di "struttura integralmente irrigidita", successivamente applicato sul velivolo Lockheed Electra.
Nel 1962 fu insignito del Guggenheim Fellowship per i suoi studi sulla filosofia unificata della progettazione strutturale.

## Scritti
- (EN) Francis Reynolds Shanley, Weight-strength analysis of aircraft structures: The Rand Corporation, McGraw-Hill, 1952.
- (EN) Francis Reynolds Shanley, Basic structures, J. Wiley, 1944.
- (EN) Francis Reynolds Shanley, Strength of materials, McGraw-Hill, 1957.
- (EN) Francis Reynolds Shanley, Mechanics of materials, McGraw-Hill, 1967.
- (EN) Francis Reynolds Shanley, Strength analysis of eccentrically-loaded columns, Dept. of Engineering, University of California, 1954.
- (EN) Francis Reynolds Shanley, Creep buckling: an engineering survey[collegamento interrotto], Rand Corporation, 1954.